# Радагаст
Радагаст или Радагаст Кафявия (в оригинал Radagast the Brown) е персонаж от книгите на Дж. Р. Р. Толкин за Средната земя. Появява се във „Властелинът на пръстените“ и „Недовършени предания“ и се споменава във „Хобитът“. Наред с Гандалф Сивия, Саруман Белия и Сините вълшебници, Радагаст е един от петимата Истари, изпратени да се противопоставят на Мрачния владетел Саурон в битката за Средната земя. Радагаст е известен с привързаността си към живата природа. 1

## История и произход на вълшебниците според творчеството на Толкин
Много често в творчеството на Толкин посветено на Средната земя се срещат няколко думи, определящи едно и също нещо. Това възниква съвсем естествено поради многообразието от раси и култури в разказите за Валинор и Средната земя – валари, елфи, хора, джуджета, орки и други. Тези народи си имат собствени езици, някои дори повече от един. Така думите “магьосник” и “вълшебник” са прозвища, дадени от хората на маярите, тъй като повечето от тях не знаят нищо за произхода им. Според “Айнулиндале”, маярите са помощници и слуги на валарите в създаването на Арда. Тук думата “слуга” никога не носи негативен смисъл, какъвто носи в българският език. Единствената по-близка дума до английската servant може би е “служител”, но тя би била още по-неподходяща в този жанр. Поради липса на по-подходяща дума, преводачът на български Любомир Николов – Нарви е използвал “слуга”, а евентуалният негативен заряд бързо се разсейва в хода на произведението.
Макар и същества с по-нисък ранг, маярите притежават идентични характеристики с тези на валарите. Като жители на Валинор те са безсмъртни и могат свободно да избират формата си при определени условия. Тъй като валарите (ж.р. валиери) са различни в уменията и знанията си, към всеки от тях има по един или няколко слуги и помощници – маяри. Например, Саруман е маяр на Ауле и поради това притежава умения в създаването на машини и механизми.
Думите “магьосник” и “вълшебник” са взаимозаменяеми и са дадени от хората в Средната земя, които макар да не знаели нищо за произхода на маярите, усещали нещо свръхестесвено в тях. Защото, дори и в човешки облик вълшебниците остарявали много бавно в продължение на стотици години, без да умират и притежавали знание и умения далеч от тези на хората.
Думата “истари” е куенийска (синдарин: итрон) и означава мъдрец, и също се отнася за маярите.

## Истарите в Средната земя
В сборникът “Недовършени предания“ (Unfinished Tales) става ясно, че Радагаст, както и другите четирима вълшебници, е дошъл в Средната земя около 1000 г. от Третата епоха. Пристигането им се свързва с “пробуждането” на Саурон и желанието на валарите да помогнат на всички народи в борбата срещу надигащото се зло. На съвет, свикан от Манве по този въпрос той призовава всеки валар да назове свой помощник, когото да изпрати в Средната земя. Така всеки маяр, със своите знания и мъдрост в определена област натрупани в стотици години труд, да помогне на хора, джуджета и елфи в тежката борба срещу Саурон. Като пратеници на Валинор обаче, те трябвало да надянат човешки облик и да приемат всички трудности и предизвикателства, включително изкушенията да се отклонят от мисията си заради лични цели. Дори и в такъв облик тяхната “ангелска” същност е достатъчно условие за силата и уменията им далеч над тези на хора и елфи. Въпреки това те нямали право да използват тези сили и да налагат волята си със сила или заплаха, а само със съвети и насоки. Поставени в човешки тела и изпратени в Средната земя променя до голяма степен способностите им както и възприятието им за света. Толкин пояснява, че в този си облик те нямат ясен спомен за произхода си и Валинор е непознато име, макар копнежът по него да остава в умовете и сърцата им без да знаят защо.

## Радагаст в Средната земя
На съвета Радагст е препоръчан от Явана. Като една от валиерите Явана е съпруга на Ауле, а нейните умения са дълбоко свързани с всичко което живее и съществува, тоест целият животински и растителен свят в Арда. Не е посочена категорична връзка между Радагаст и Явана, но се предполага, че е бил един от нейните маяри. Тук е единственото място, на което се споменава истинското име на Радагаст – Айвендил, което вероятно означава “приятел на птиците”. Тъй като Ауле препоръчва един от маярите си – Курумо (Саруман), Явана настоява Радагаст да тръгне с него. Още на този съвет горделивият Саруман изпитва неприязън към Радагаст, смятайки го за твърде простоват, наивен и глупав, за да му бъде спътник в каквото и да е дело.
Единствената по-подробна информация за пристигането на вълшебниците в средната земя се намира в “Недовършени предания”. Там се казва, че Саруман (облечен в бяло), Радагаст (в землистокафяво) и двама вълшебници в морскосиньо пристигат заедно в Средната земя, а Гандалф, облечен в сиво, малко по-късно и сам. Радагст е описан като маяр надарен с далеч по-малко сила и мъдрост спрямо Гандалф и Саруман.
В Средната земя, Радагаст обитава Росгобел (синдарин: кафяво село), намиращ се в западните покрайнини на Мраколес. Маярската му същност поражда много силна връзка с дивите зверове и птиците в Средната земя, но малко след откриването на Росгобел заживява отшелнически живот. Напуска местността само по изключително наложителни причини и рядко общува с хора, джуджета или елфи. В това му отчуждение от останалият свят Толкин разглежда своеобразният провал на Радагаст като пратеник на валарите, подобно на Сините вълшебници. Дълбоката му любов към животните и особено към птиците (които са му приятели и умее да разговаря) го отклонява далеч от мисията му да помогне на обитателите на Средната земя в борбата със Саурон. Въпреки това, Гандалф го смята за достоен вълшебник, честен и дори го нарича свой братовчед в разговор с хобитите. Притежава дълбоки знания в билкарството. Не е част от Белия съвет, но новините, които събира за Гандалф са много важни. Например, на него се дължи и спасяването на Гандалф от плена му в Ортанк: разтревожен от раздвижването на злото, Радагаст изпраща краля на орлите Гуаихир да събере сведения за ставащото в тази област. Поради близостта на Исенгард до Мордор и по-точно до портата Моранон, Гуаихир се натъква на Гандалф. Макар да се появява рядко, ролята на Радагаст в развръзката на някои събития в “Хобит” и “Властелинът на пръстените” е ключова. Радагаст умее да общува с птици и зверове, от които събира важна информация за ставащото в Средната земя, изпраща и получава съобщения. Приятелството му с Беорн, например, помага на Торин и компания да се настанят в къщата му, макар Беорн не харесва джуджета и изобщо е настроен доста враждебно към света извън неговите владения.
Неприязаността на Саруман към Радагаст става съвсем открита. Във “Властелинът на пръстените” той открито го презира, наричайки го “Радагст глупака” пред Гандалф. Презрението и ненавистта на Саруман към Радатаст е подклаждана още повече от близостта му с Гандалф, с когото обменят важна информация. Въпреки това умението на Радагаст да общува с птици и зверове е използвана от Саруман за чисто шпионски цели, най-вече за да открие пръстена преди пратениците на Саурон. Така Радагаст неволно е участвал в личните планове на Саруман, докато не е бил разкрит от Гандалф.

## След падането на Саурон
Името на Радагст се споменава за последен път на съвета на Елронд във “Властелинът на пръстените“, където разузнавачите на Елронд се завръщат от Росгобел с вести, че домът му е празен. Не е ясно дали Радагст е останал в Средната земя или се е завърнал във Валинор и възвърнал предишното си съществуване като Айвендил.

## Адаптации

### Филми
Радагаст се появява в екранизацията на режисьора Питър Джаксън – „Хобитът“, а неговата роля се играе от шотландският актьор и комик Силвестър Маккой.